# Maria Francesca Bentivoglio
Maria Francesca Bentivoglio (ur. 27 stycznia 1977) – włoska tenisistka.

## Kariera tenisowa
W 1993 roku Bentivoglio wygrała wielkoszlemowy juniorski US Open, pokonując po drodze m.in. Corinę Morariu. W tym samym roku została sklasyfikowana na 73, najlepszym w karierze, miejscu na listach światowych.
Jej zawodowa kariera trwała w latach 1992–1994. Osiągnęła dwa finały turniejów singlowych: w Båstad i w Riccione. Nie zdołała wygrać turnieju rangi WTA. Jej deblowymi partnerkami były m.in. Rita Grande i Adriana Serra Zanetti. Swój jedyny mecz w Fed Cup, w 1993, przegrała 4:6, 2:6 z Heleną Sukovą.
Do jej sukcesów można zaliczyć wygraną z Natallą Zwierawą.

### Finały juniorskich turniejów wielkoszlemowych

#### Gra pojedyncza (1–0)
| Końcowy wynik | Rok  | Turniej | Nawierzchnia | Przeciwniczka | Wynik finału |
| Zwyciężczyni  | 1993 | US Open | Twarda       | Yuka Yoshida  | 7:6, 6:4     |